# Internationaler J.M. Sperger Wettbewerb für Kontrabass
Der Internationale J.M. Sperger Wettbewerb für Kontrabass ist ein nach Johannes Matthias Sperger benannter Musikwettbewerb für Kontrabassisten, der seit dem Jahr 2000 alle zwei Jahre von der Internationalen J.M. Sperger Gesellschaft veranstaltet wird. Seit 2012 ist der Wettbewerb Mitglied des Weltverbandes der Internationalen Musikwettbewerbe.

## Übersicht ausgetragener Wettbewerbe
| Jahr | Austragungsort       | Schirmherr/in                        | Auftragskomponist  | Erster Preis       | Zweiter Preis                 | Dritter Preis                        |
| ---- | -------------------- | ------------------------------------ | ------------------ | ------------------ | ----------------------------- | ------------------------------------ |
| 2000 | Woldzegarten         | Zubin Mehta                          |                    | Roman Patkoló      | Ioan-Christian Braica         | Ruslan Lutsyk                        |
| 2002 | Kloster Michaelstein | Zubin Mehta                          |                    | Artem Chirkov      | Petr Ries                     | Dominik Greger                       |
| 2004 | Schloss Ludwigslust  | Zubin Mehta                          | Stefan Schäfer     | Szymon Marciniak   | Benedikt Hübner               | Fuyuki Kurokawa                      |
| 2006 | Schloss Ludwigslust  | Anne-Sophie Mutter                   | Siegfried Matthus  | Min-Jae Soung      | Marie Clement                 | Vojtech Velicek                      |
| 2008 | Schloss Ludwigslust  | Anne-Sophie Mutter                   | Frank Proto        | Gunars Upatnieks   | Kevin Jablonski               | Thierry Roggen                       |
| 2010 | Burg Namedy          | Nikolaus Harnoncourt                 | Árni Egilsson      | Mikyung Sung       | Krysztof Firlus               | Jakub Fortuna                        |
| 2012 | Burg Namedy          | Nikolaus Harnoncourt                 | Teppo Hauta-aho    | Michael Karg       | Thomas Hille                  | Piotr Zimnik                         |
| 2014 | Burg Namedy          | Nikolaus Harnoncourt                 | Giorgi Makhoshvili | Marvin Wagner      | Razvan Popescu Dominik Wagner | Martin Raska                         |
| 2016 | Schloss Ludwigslust  | Nikolaus Harnoncourt                 | Wolfram Wagner     | Marek Romanowski   | Maria Krykov                  | Michail-Pavlos Semsis                |
| 2018 | Ludwigslust          | Thomas Hengelbrock, Birgit Hesse     | Emil Tabakov       | Andreas Ehelebe    | Alexander Weiskopf            | Yomoon Youn 4. Platz: Igor Šajatović |
| 2020 | abgesagt             |                                      |                    |                    |                               |                                      |
| 2022 | Rostock              | Thomas Hengelbrock, Manuela Schwesig | Toshio Hosokawa    | David Santos Luque | José Trigo                    | Moritz Tunn                          |